# Prierowsee
Prierowsee este o arie protejată (arie specială de conservare — SAC, sit de importanță comunitară — SCI) din Germania întinsă pe o suprafață de 210,57 ha, integral pe uscat.

## Localizare
Centrul sitului Prierowsee este situat la coordonatele 52°14′08″N 13°27′57″E / 52.2356°N 13.4658°E.

## Înființare
Situl Prierowsee a fost declarat sit de importanță comunitară în februarie 1999 pentru a proteja 2 specii de animale. Situl a fost protejat și ca arie specială de conservare în iunie 1978.

## Biodiversitate
Situată în ecoregiunea continentală, aria protejată conține 5 habitate naturale: Pășuni continentale udate de apa mării, Ape puternic oligomezotrofe cu vegetație bentonică cu Chara spp., Pajiști cu Molinia pe soluri calcaroase, turboase sau argilos-nămoloase (Molinion caeruleae), Liziere de ierburi înalte hidrofile de câmpie și de nivel montan până la alpin, Mlaștini calcaroase cu Cladium mariscus și specii de Caricion davallianae.
La baza desemnării sitului se află mai multe specii protejate:
- mamifere (1): vidră de râu (Lutra lutra)
- nevertebrate (1): Vertigo angustior

Pe lângă speciile protejate, pe teritoriul sitului au mai fost identificate 16 specii de plante.